# Ragnar Barnekow
Kjell Ragnar Mac-Dougall Barnekow (i riksdagen kallad Barnekow i Sörbytorp), född 3 januari 1877 i Newcastle-upon-Tyne, Storbritannien, död 24 mars 1958 i Sörby, var en svensk friherre (greve vid faderns död 1924), godsägare och politiker (folkpartist). Han var son till godsägaren, greven och riksdagsmannen Adolf Barnekow och svärfar till överstarna Bertil Genberg och Gunnar Samuelsson.

## Biografi
Ragnar Barnekow avlade agronomexamen vid Alnarps lantbruksinstitut 1896 och arbetade därefter som inspektor på olika egendomar innan han 1904 blev förvaltare vid släktgodset Sörbytorp i Sörby socken, en egendom som han sedan övertog 1921. Han var tidvis ordförande i kommunalstämman och kommunalnämnden i Sörby landskommun och hade också olika uppdrag i folkhögskolerörelsen och lantbruksorganisationer.
Han var riksdagsledamot för Kristianstads läns valkrets i två omgångar: i första kammaren från urtima riksdagen 1919 till riksdagen 1921 samt i andra kammaren 1937–1944. Som kandidat för Frisinnade landsföreningen tillhörde han 1919–1921 dess riksdagsparti Liberala samlingspartiet, föregångare till Folkpartiet. I riksdagen var han bland annat suppleant i andra lagutskottet 1937–1939, lagtima riksmötet 1940 samt 1941–1942. Han var främst engagerad i jordbrukspolitik. Barnekow är begravd på Sörby kyrkogård i Vinslövs församling.